# Silvia Pessah
Silvia Ester Pessah Eljay (née le 9 août 1967 à Lima) est une chirurgienne péruvienne. Elle a été ministre de la Santé du Pérou du 2 avril 2018 au 5 janvier 2019 sous le gouvernement de Martín Vizcarra.

## Formation
Silvia Pessah étudie la médecine à l'Université nationale de La Plata, en Argentine, où elle obtient son diplôme en 1992. Elle obtient aussi une maîtrise en santé publique à l'Université Cayetano Heredia (es) au Pérou (1999) et une maîtrise en biomédecine et informatique de la santé à l'Université de Washington.

## Carrière professionnelle
Après avoir travaillé comme médecin à l’Institut national des maladies néoplasiques (es),, Silvia Pessah s’implique dans des programmes de promotion des droits sexuels et de la santé des femmes. Elle occupe des postes de direction en épidémiologie et à l’Institut national de santé du Pérou. Son passage au ministère israélien de la Santé lui permet de contribuer à la mise en œuvre d’une loi sur l’assurance qualité hospitalière,. De retour au Pérou, elle dirige des initiatives sur les maladies zoonotiques et la sécurité vaccinale, tout en enseignant à l’Université Cayetano Heredia.

## Fonctions publiques
De 2016 à 2017, Silvia Pessah est Vice-ministre de la Santé publique (es) sous le gouvernement de Pedro Pablo Kuczynski, puis conseillère au Ministère de la Femme et des Populations vulnérables.
Le 2 avril 2018, elle est nommée ministre de la Santé dans le premier cabinet de Martín Vizcarra. Elle démissionne de son poste le 2 janvier 2019 pour « raisons personnelles ».